# Cremastus mulleolus
Cremastus mulleolus är en stekelart som beskrevs av Dasch 1979. Cremastus mulleolus ingår i släktet Cremastus och familjen brokparasitsteklar. Inga underarter finns listade i Catalogue of Life.